# Petrus Theodorus Arnoldus Swillens

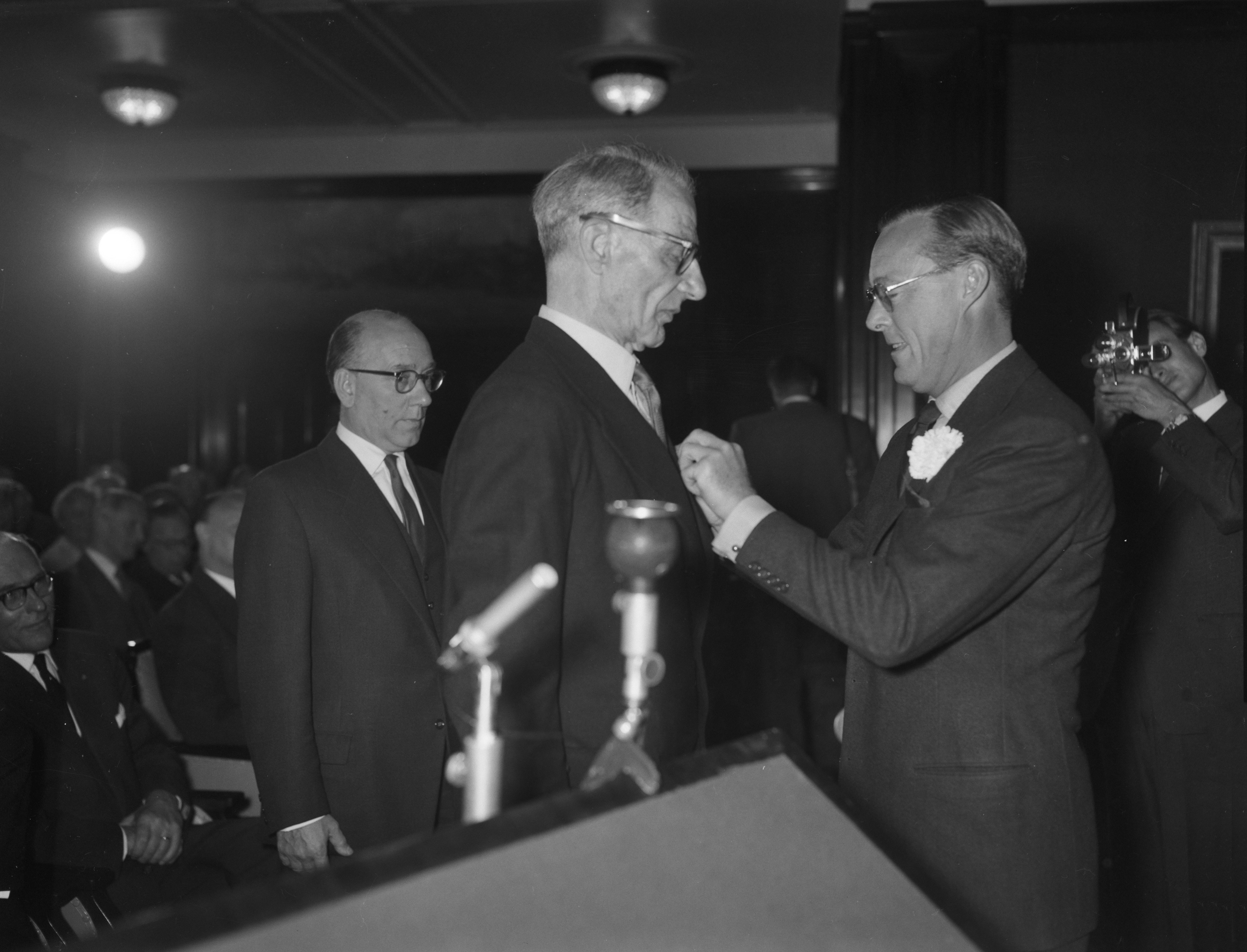
Zilveren Anjer in 1958

Petrus Theodorus Arnoldus (Piet) Swillens, meest bekend als P.T.A. Swillens (Utrecht, 8 april 1890 – Utrecht, 8 augustus 1963) was een Nederlands kunsthistoricus.
Hij was zoon van machinist Arnoldus Regnerus Petrus Swillens en Johanna Maria Peer. Vier van hun zonen doorliepen een muziekstudie: Arnold werd hoornist, Reinier contrabassist, Victor fagottist. Swillens zelf begon ook als orkestmusicus (hobo en contrabas). Hijzelf trouwde in 1924 als tekenaar met Theodora Leonardina van Antwerpen, dochter van musicus Petrus Anthonius van Antwerpen.
Als historicus was hij grotendeels autodidact. Hij volgde lessen op de Kunstnijverheidsschool in Utrecht en werkte enige tijd in Amsterdam, Utrecht en Den Bosch. In 1918 trad hij in dienst bij het Kunsthistorisch Instituut verbonden aan Rijksuniversiteit Utrecht. Hij was er tot 1955 amanuensis, tekenaar en assistent van professor Wim Vogelsang. Vanaf 1930 gaf hij er ook wel les. Samen maakten ze onderwijsplaten. De platen, evenals de uitgebreide collectie kunstenaarsmaterialen zoals pigmenten en penselen, werd in de loop der jaren bekend onder de naam Swillenscollectie (Collectie Swillens). In 2014 kwam deze via een kleindochter in handen van het Universiteitsmuseum van Utrecht.
Swillens was voornamelijk speurder in archieven en schreef aan de hand van zijn bevindingen een monografie over Pieter Saenredam. Het leidde tevens tot zijn deelname van een overzichtstentoonstelling van die schilder in het Centraal Museum in Utrecht. Ander onderzoek wijdde hij aan Johannes Vermeer, Gerrit van Weezel en Jacob van Campen.
Voor zijn speurwerk ontving hij in 1958 een Zilveren Anjer uit handen van prins Bernhard van Lippe-Biesterfeld.
Hij was jaren betrokken bij het genootschap Kunstliefde in Utrecht. Hij staat te boek als de ontwerper van het logo van de Nederlandse Klokkenspel Vereniging, waar hij ook enige tijd secretaris van was. Hij overleed na een lang ziekbed in zijn woning aan de Nieuwegracht 21 (bekend als Runnebaan), Utrecht. Hij werd begraven op de katholieke begraafplaats van Utrecht.

## Publicaties
- 1935: Pieter Janszoon Saenredam, schilder van Haarlem, 1597-1665
- 1940: Prentkunst in de Nederlanden tot 1800
- 1941: Jan Boon, schilder-teekenaar-etser-houtsnijder
- 1942: Albrecht Dürer
- 1945: Nederland in de prentkunst
- 1949: J.N.A. Vergeer, de schilder der natuur
- 1950: Johannes Vermeer, painter of Delft, 1632-1675
- 1955: Kunstschepping en kunsttechniek
- 1961: Jacob van Campen, schilder en bouwmeester
- 1976: Prisma schilderslexikon
- 1987 Woordenboek teken- en schilderkunst

Sterk afwijkend is zijn bijdrage aan programmaboekjes van het Stedelijk Orkest Utrecht gedurende het seizoen 1930-1931; hij behandelde 300 jaar USO 